# 邁赫爾甘

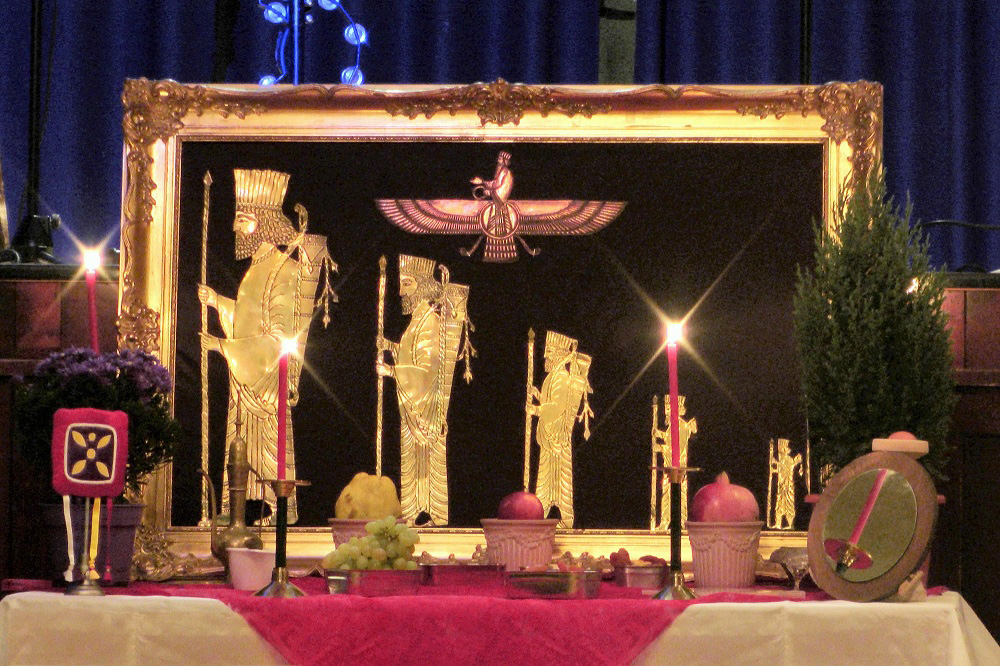
在荷蘭的伊朗人慶祝邁赫爾甘時擺設的枱面裝飾

邁赫爾甘（波斯語：‎，本義是「光明、友好、愛情」，一譯麥赫爾干、梅赫尔甘）是伊朗的秋節，訂於每年波斯曆的7月16日至21日，相當於公曆的10月7日至12日。這是一個祆教的節日。在蒙古入侵波斯後逐漸失傳。
現今人們在這節日會穿起新衣，擺放節日的桌面，側面飾有乾燥的牛至。枱上有一本波斯古經、鏡子和眼影粉、玫瑰水、糖果、鮮花、蔬果（尤其是石榴和蘋果）和堅果。另外在一盤添上牛至香精的水中擺上銀元和蓮子。他們還要點燃乳香和駱駝蓬子。
午餐時間人們首先是在鏡子前禱告，飲用莎爾巴特並塗上眼影。他們把牛至、蓮子和梅子拋過對方的頭，並互相擁抱。